# Пылаева, Александра Григорьевна
Александра Григорьевна Пылаева — советский хозяйственный, государственный и политический деятель, Герой Социалистического Труда.

## Биография
Родилась в 1930 году в деревне Ростилово. Член КПСС.
С 1952 года — на хозяйственной, общественной и политической работе. В 1952—1985 гг. — доярка колхоза «Родина» Грязовецкого района Вологодской области.
Делегат XXI съезда КПСС.
Указом Президиума Верховного Совета СССР от 7 марта 1960 года в ознаменование 50-летия Международного женского дня, за выдающиеся достижения в труде и особо плодотворную общественную деятельность присвоено звание Героя Социалистического Труда с вручением ордена Ленина и золотой медали «Серп и Молот».
Почетный гражданин Грязовецкого муниципального района.
Умерла в деревне Барсагино Заемского сельсовета в 2015 году.